# Genoa Cricket and Athletic Club 1893-1897
Questa voce raccoglie le informazioni riguardanti il Genoa Cricket and Athletic Club nei primi anni di attività (1893-1897).

## Eventi
Il club venne fondato il 7 settembre 1893 da un gruppo di gentiluomini che abitavano nella città portuale di Genova. Inizialmente il club si occupa marginalmente di football. Tra i vari fondatori interessati al calcio emergono George Blake e George Fawcus. George Blake non giocò alcun incontro ufficiale nella società in cui rimase sino al 1900 ma fondò, dopo essersi trasferito a Palermo, l'Anglo Palermitan Athletic and Football Club mentre George Fawcus vinse il campionato del 1900 nell'inedito ruolo di presidente/giocatore.
Il Genoa disputa i suoi primi incontri nella Piazza d'Armi del Campasso, a Sampierdarena. Il terreno era stato messo a disposizione dagli industriali scozzesi John Wilson e Alexander Maclaren.
La svolta avviene il 10 aprile 1897, grazie alla mozione fatta approvare da James Spensley, nella società dal 20 marzo 1896, che consentirà anche agli italiani di entrare nel club. Sempre James Spensley si attiverà per organizzare incontri con equipaggi di navi britanniche di passaggio nel porto o con personale delle ferriere.
Il campo di gioco, sempre nel 1897, verrà spostato a Ponte Carrega, nella Val Bisagno.
Il Genoa, in questo periodo, disputa quasi esclusivamente partite contro gli equipaggi delle navi inglesi di passaggio.
Sebbene i primi incontri contro altre società di calcio ufficialmente accertati si hanno dal gennaio 1898, alcune testimonianze parlano di una partita fra una rappresentativa alessandrina e quello che sembra essere il Genoa nel 1894.

## Divise
La divisa utilizzata per gli incontri di campionato era una camicia bianca.

## Organigramma societario
Area direttiva
- Presidente Onorario: Charles Alfred Payton (dal 1893 al 1896)
- Presidente: Charles De Grave Sells (dal 1893 al 1897), Hermann Bauer (dal 1897)
- Vicepresidente: Jonathan Summerhill Sr.
- Tesoriere: Sandys

Area tecnica
- Allenatore\capitano: James Spensley (dal 1896)
- Commissione sportiva: Henry De Thierry, Green, Riley, Jonathan Summerhill Jr., George Blake e George Fawcus

## Rose

### 1893
| N. |                        | Ruolo | Calciatore   |
| -- | ---------------------- | ----- | ------------ |
|    | Inghilterra (bandiera) | D     | George Blake |

| N. |                        | Ruolo | Calciatore    |
| -- | ---------------------- | ----- | ------------- |
|    | Inghilterra (bandiera) | A     | George Fawcus |

### 1897
| N. |                        | Ruolo | Calciatore            |
| -- | ---------------------- | ----- | --------------------- |
|    | Inghilterra (bandiera) | D     | George Blake          |
|    | Italia (bandiera)      | D     | Ernesto De Galleani   |
|    | Italia (bandiera)      | D     | Fausto Ghigliotti     |
|    | Italia (bandiera)      | D     | Edoardo Pasteur       |
|    | Inghilterra (bandiera) | D     | James Spensley        |
|    | Italia (bandiera)      | C     | Silvio Piero Bertollo |
|    | Italia (bandiera)      | A     | Hermann Bauer         |
|    | Inghilterra (bandiera) | A     | George Fawcus         |

| N. |                        | Ruolo | Calciatore        |
| -- | ---------------------- | ----- | ----------------- |
|    | Italia (bandiera)      |       | Gianni Cabella    |
|    | Italia (bandiera)      |       | Nicola Costa      |
|    | Italia (bandiera)      |       | Croce             |
|    | Inghilterra (bandiera) |       | Freddy de Thierry |
|    | Italia (bandiera)      |       | Gino Grampp       |
|    | Italia (bandiera)      |       | Mangini           |
|    | Italia (bandiera)      |       | Ogno              |